# 伊藤圭介
伊藤圭介男爵（日语：／ Itō Keisuke，1803年2月18日—1901年1月20日），名舜民、清民，字戴堯、圭介，号錦窠，日本医生、植物学家、博物学家，日本首位理学博士。伊藤圭介专攻本草学，曾借助德国植物学家和医学家菲利普·凡·斯波尔德送给他的礼物即卡尔彼得·桑伯格的《日本植物志》作为底本，于1829年写下了《泰西本草名疏》，这部著作采用了林奈植物分类系统作为植物的拉丁文名称，为日本学界首次。

## 生平
享和3年（1803年），伊藤圭介出生于名古屋吴服町，是尾張藩医師西山玄道的次子，从小就对植物深感兴趣，在跟随父兄修习儒学和医学的同时常常问及这些植物的名称和效用，而后即在学者水谷丰文（1779-1833）的指导下学习本草学。早年伊藤圭介曾经游历日本各地采集药草，和当时很多有名的本草学家都有过接触。文政3年（1820年），伊藤圭介获得了町医的資格并开始执业。文政4年（1821年），前往京都游学，师从医师、兰学家藤林泰助（1781-1836）学习欧洲医学和荷兰语。文政10年（1827年），伊藤圭介在長崎跟随菲利普·凡·斯波尔德学习植物学。次年，伊藤圭介从長崎返回名古屋时，收到了菲利普·凡·斯波尔德赠送的礼物即卡尔彼得·桑伯格的著作《日本植物志》。伊藤圭介将这部书翻译为日语后，以此为范本于文政12年（1829年）分两卷出版了著作《泰西本草名疏》。天保四年（1833年），水谷丰文去世，伊藤圭介成为了尾张本草学派以及尝百社实际上的骨干，多次率领众人进入深山幽谷采集和考察各种药草，还经常举行本草学会议，组织各方人士聚集分享最新的本草学知识。天保八年（1837年），伊藤圭介撰写了《救荒食物便览》以传播相关知识帮助普通百姓了解饥荒时期的食物获取。嘉永5年（1852年），伊藤圭介在尾張藩境内大力宣传普及天花疫苗的接种。步入中年后的伊藤圭介对于兰学的重视程度逐步加深，翻译和写作了大量兰学著作，曾被德川幕府任命为和外国使节的笔谈专员。这一段经历使得伊藤圭介对于了解国外情况和知识的意愿更加迫切，因此他也加大了对于欧洲天文学和地理学的研究。文久元年（1861年），伊藤圭介前往德川幕府蕃書調所出任物産所一职。明治3年（1870年），伊藤圭介移居東京，开始为明治政府工作。明治13年（1880年），伊藤圭介受到了瑞典皇家科学院的表彰。明治14年（1881年），伊藤圭介被任命为東京帝国大学教授。因为年事已高，伊藤圭介并没有参与实际的课堂教学工作，而是专门负责经营东京帝国大学附属小石川植物园。这段时间伊藤圭介所取得的植物学研究成果，如《小石川植物园草木图说》等著作，为日本近代植物学研究提供了宝贵的基础调查研究资料，受到学界极高的评价。明治21年（1888年），他获得了日本首个理学博士学位，同时他也是第一任東京学士会院会員。明治34年（1901年），伊藤圭介因慢性胃腸炎去世，享年97岁。临死前，伊藤圭介作为学者被明治天皇授予男爵爵位。伊藤圭介被葬于谷中天王寺墓地，愛知县名古屋市的平和公園内（光勝院墓域）也为他建立了纪念碑。

## 荣典

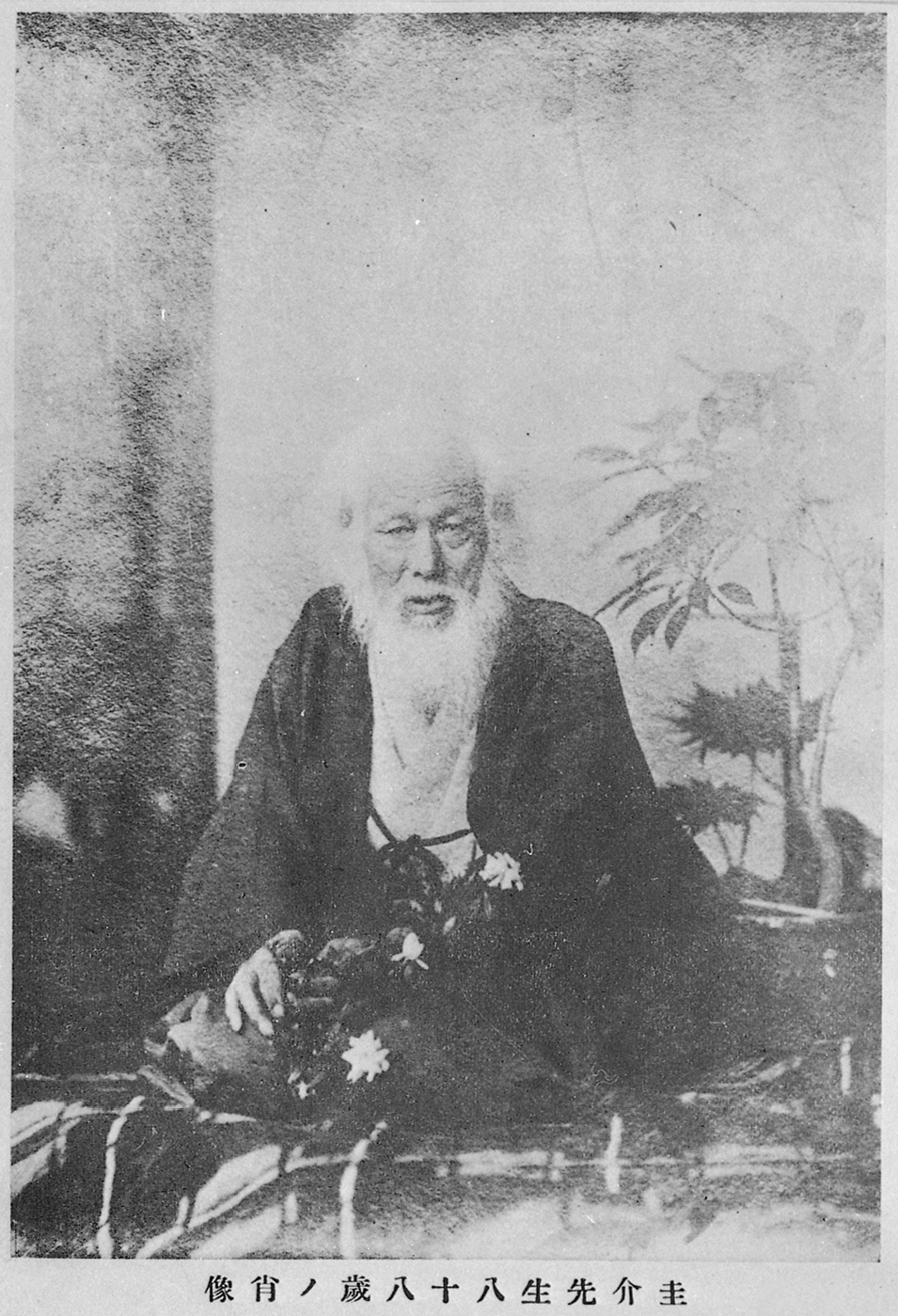
88歲時的伊藤圭介。

1887年（明治20年）11月25日，被授予勋四等旭日小綬章。1901年（明治34年）1月22日，被授予男爵爵位。1901年（明治34年）1月23日，被授予勋三等瑞宝章。

## 親族
- 父：西山玄道 - 尾張藩町医。
- 母：後妻：たき（恵祥） - 野間利貞四女[3]。嘉永5年12月12日（1853年）86歳去世[4]。
  - 兄：大河内存真 - 尾張藩奥医師。
  - 姉：きい（待十） - 藩士鈴木小兵衛妻。明治25年（1892年）11月25日去世。[5]。
  - 弟：川瀬与兵衛（弥三郎）[6]
- 先妻：嘉寿能（祖父江村吉川旦妹、文政8年（1825年）2月結婚、天保11年（1840年）11月3日去世）[5]
  - 長女：隆（文政9年（1826年）3月20日 - 天保9年（1838年）8月13日）[5]
  - 次女：秀（文政12年（1829年）7月12日 - 天保10年（1839年）12月20日）[5]
  - 三女：貞（定、天保4年（1833年）4月24日 - 弘化4年（1847年）5月11日）[5]
  - 長男：哲太郎（圭造、清哲、天保6年（1835年）4月28日 - 安政4年（1857年）9月14日）[5]
  - 四女：多喜（天保8年（1837年）6月25日 - 安政3年（1856年）11月27日）[5]
- 後妻：貞（佐屋村佐藤市郎左衛門長女、文化13年（1816年） - 明治13年（1880年）7月24日）[5]。
  - 五女：小春（明治13年（1880年）去世）[5]
    - 婿養子：延吉（医学者、名古屋中野喜兵衛三男）[5]
    - 孫：篤太郎（植物学者）[5]

  - 六女：梅（控訴院判事犬飼厳麿妻）[5]
  - 次男：廉次郎（嘉永3年（1850年） - 同年9月26日）[5]
  - 三男：謙三郎（謙、植物学者、嘉永4年（1851年）12月 - 明治12年（1879年）8月26日）[5]
  - 四男：恭四郎[5]（本家相続）[7]
  - 孫：秀雄（岐阜高等農林学校教授、恭四郎長男）[5]
  - 養嗣子・孫：一郎（貴族院男爵議員、恭四郎二男）[7]